# Noli me tangere (Tiziano)
Noli me tangere è un dipinto a olio su tela (109x91 cm) di Tiziano, databile al 1511 circa e conservato nella National Gallery di Londra.

## Storia
L'opera venne vista verso il 1648 da Ridolfi nella collezione Muselli di Verona e nel 1727 figurava tra i dipinti della collezione del Duca d'Orléans. Dopo alcuni passaggi, nel 1856 pervenne al museo londinese con il lascito Rogers.
Fin da Cavalcaselle il dipinto è concordemente riferito all'attività giovanile di Tiziano, con qualcuno (Richter, Tietze) che ipotizzò un'idea originaria di Giorgione. Durante un restauro, radiografie scoprirono una diversa posizione di Cristo nel disegno sottostante.

## Descrizione e stile
Sullo sfondo di un paesaggio bucolico si svolge la scena del Noli me tangere, con la figura di Cristo a sinistra e la Maddalena a destra, inginocchiata in uno scorcio che ricorda quello della donna nel Miracolo del marito geloso. L'albero frondoso che si vede a sinistra, tipico dello stile di Tiziano, prolunga visivamente la figura di Cristo, dandogli maggiore monumentalità. Il paesaggio di case a destra è identico a quello della Venere di Dresda di Giorgione, ritoccata pure da Tiziano.
L'intenso cromatismo, ispirato ai principi del tonalismo, crea ampie campiture di colore, che danno vigore espressivo alle figure. Nonostante alcune incertezze nella costruzione volumetrica della Maddalena, il dipinto spicca per il dolce inserirsi delle figure nel paesaggio e per gli effetti materici nei tessuti, resi con una pennellata veloce e agile.